# Vallejo de Orbó
Vallejo de Orbó es una localidad del municipio de Brañosera en la provincia de Palencia, en la comunidad autónoma de Castilla y León, España. 
A los pies del Cocoto (1503 metros) y del monte Terena (1337 metros) el pueblo se asienta en el valle que lleva su nombre, entre bosque bajo y extensas praderas, sobre un terreno de formaciones carboníferas, que se extienden de este a oeste.
Está estrechamente ligado al pueblo de Orbó por su cercanía geográfica e histórica. De él ha heredado su apellido. Según autores como Fernández Marcos es de raíz prerromana y emparentado con los topónimos vascos Orba, Orbáiz y Orbea; su significado sería "vacío". Autores como Gordaliza y Canal prefieren la interpretación ibérica, urbago significaría "el lugar del hayedo del río".
Nació como colonia minera de las minas de Orbó. Tuvo un gran desarrollo en la época en que éstas eran explotadas por la Carbonera Española, acabando de edificarse en 1920. A partir de 1954 se instituyó como pueblo lo que hasta entonces era un barrio de Orbó y pasó a llamarse Vallejo de Orbó.

## Geografía
Está a una distancia de 7 km de Brañosera, la capital municipal, en la comarca de Montaña Palentina.
Las coordenadas geográficas según la hoja 107 del Instituto Geográfico Catastral son:
Longitud 4°15′35″
Latitud 42°53′15″
Le separan de Palencia 110 kilómetros, 25 kilómetros de Reinosa, 2,5 kilómetros de Barruelo de Santullán y 11 kilómetros de Aguilar de Campoo.

## Demografía
Evolución de la población en el siglo XXI
| Gráfica de evolución demográfica de Vallejo de Orbó entre 2000 y 2020 |
|                                                                       |
| Población de derecho (2000-2020) según el padrón municipal del INE    |

## Historia

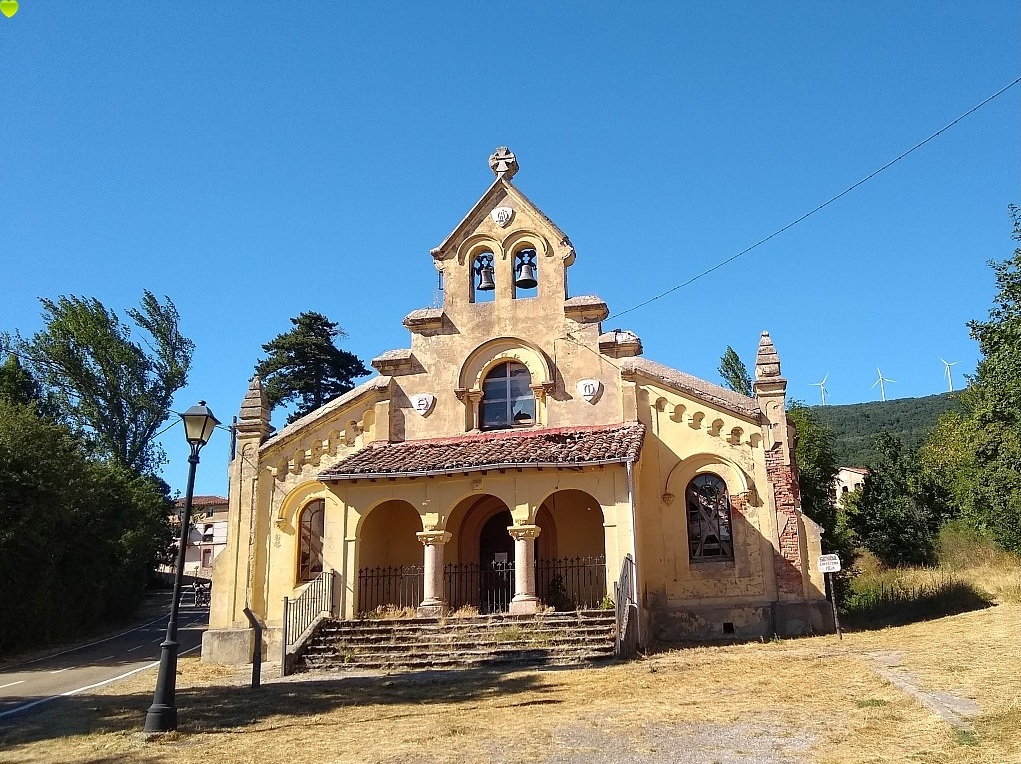
Iglesia de Santa Bárbara.

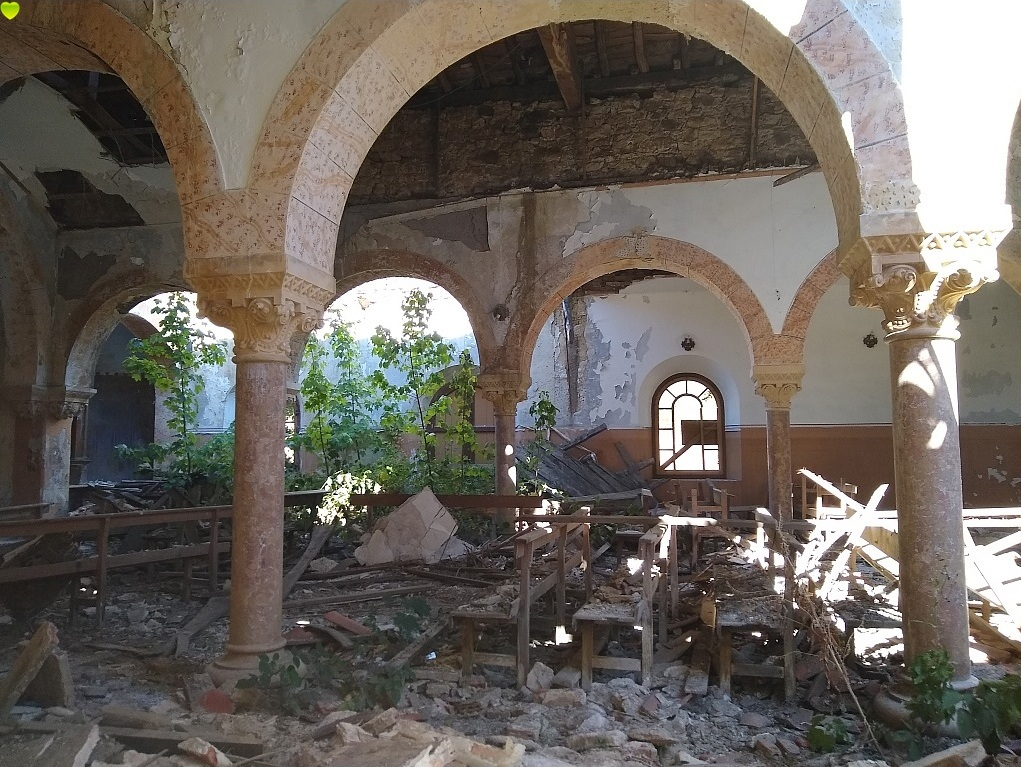
Interior de la iglesia de Santa Bárbara.

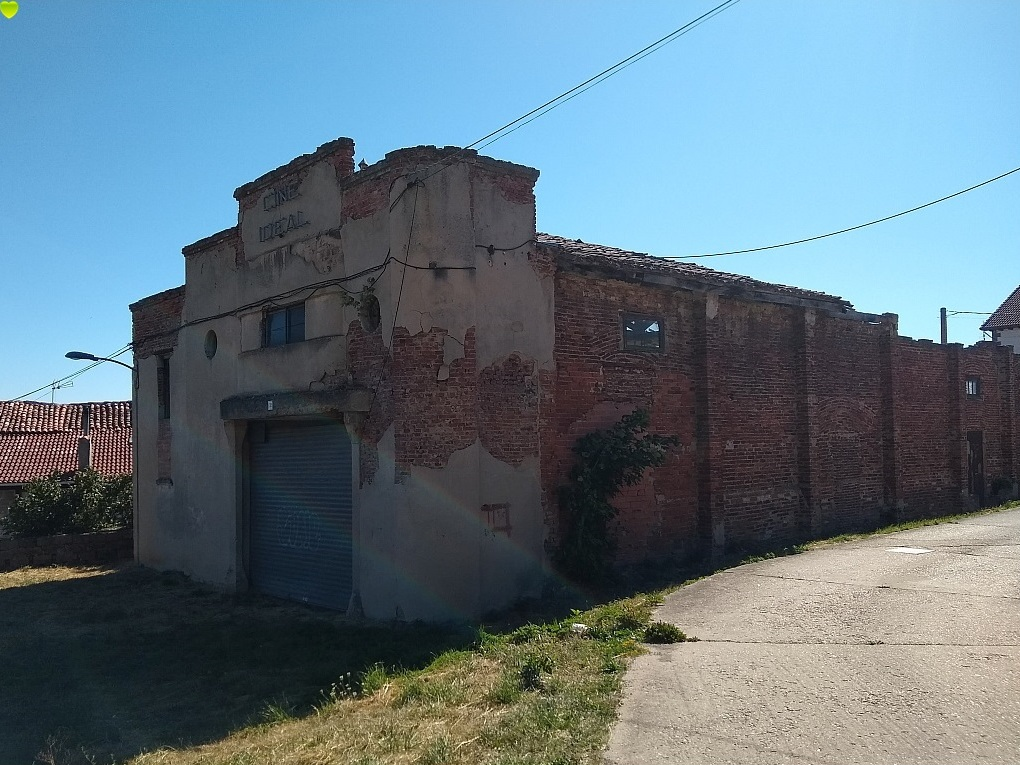
Estado actual del cine.

La colonia minera, que en principio fue un barrio de Orbó, pasó a llamarse Vallejo de Orbó y se constituyó como pueblo en 1954, integrado en el Municipio de Brañosera, que está formado por las siguientes pedanías:
•Brañosera
•Salcedillo
•Valberzoso
•Vallejo de Orbó
•Orbó
Su historia, que sólo se remonta al siglo XIX, se ve enriquecida por nuestra pertenencia al Municipio de Brañosera. Sus orígenes nos llevan a la segunda Edad del Hierro. En torno al año 450 a. C. los cántabros ocupaban estas tierras. Siempre se ha dicho que en estos pagos se levantó la ciudad celtibérica de Vadinia (illam civitatem antiquam). Sin embargo, aunque ha habido varios estudios al respecto, al día de hoy este dato sólo forma parte de la leyenda.
No es leyenda, sin embargo, las duras batallas que en estas zonas mantuvieron los cántabros contra las legiones de Augusto. Vencidos por Roma, ésta impuso su lengua, cultura y tradiciones. No fue fácil ya que el pueblo indígena se negaba a perder sus raíces y las revueltas fueron continuas.
Tras la caída de Roma se impuso la cultura visigoda. A partir del 711 comenzó la invasión musulmana. Sin embargo el norte de la Palencia, de escasa y desorganizada población, era tierra de nadie. Ello originó que en el siglo IX se llevara a cabo un proceso repoblador durante el reinado de Alfonso II, "El Casto", rey de Asturias y León que consiguió la consolidación de la primitiva monarquía visigoda. 
Durante su reinado, Castilla era un conjunto de condados, dependientes del Reino Astur. Uno de aquellos condes, Munio Núñez, trajo a estas tierras cinco familias, de los llamados foramontanos:
"Yo, Munio Núñez, con mi mujer Argilo, buscando el paraíso y esperando el premio, hago una puebla en estos parajes de osos y caza"
Así, Munio Núñez otorgó el fuero de Brañosera en el año 824, en un intento de repoblar la zona tanto eclesiástica como popularmente:
•Levanta, junto a su esposa Argilo, la iglesia de San Miguel.
•Y concede a esas cinco familias el libre uso de todo el valle con dos únicas condiciones: 
1.Dar parte de ese uso al que quisiera venir a poblar el valle.
2.Y abonar al conde la mitad de la paga que se cobrara a los de las villas cercanas que hubieran apacentado sus ganados en estos terrenos.
A cambio los pobladores de Braña-Osaria estarían exentos de vigilancia militar y del servicio en los castillos cercanos. 
Como sus pobladores no tenían el dominio de esas tierras, sólo el libre uso de las mismas, en épocas posteriores los habitantes de Brañosera intentarán confirmar ante otros condes su fuero. Según recoge el Cartulario de San Pedro de Arlanza, estos fueros fueron confirmados, al menos, en dos ocasiones:
1.En el año 912, ante el padre de Fernán González, don Gonzalo Fernández: "Yo, Gonzalo Fernández, conde, he visto una carta escrita para el pueblo y la villa de Brañosera, copia de la que hicieron mis abuelos Nuño Núñez y Argilo, señalando los fueros y los términos de la dicha villa; y yo, reconociéndola, la restauro y confirmo para los vecinos de Brañosera. Lo firmó en la era 950". (n.º 1, p. 3)
2.En el año 968, ante Fernán González.
Parece ser que también se confirmaron en el año 998 ante Sancho García.
El hecho de que la Carta de Población de Brañosera no haya llegado hasta nuestros días en su original ha dado lugar a diferentes opiniones en cuanto a su autenticidad. Según Pérez de Urbel, en el archivo de Silos (ms. 10, fol. 41) existe una copia sacada directamente del original, que se conservó en Arlanza hasta el siglo XVIII, y que fue copiada por el P. Liciano Sáenz en el siglo XVII.
A pesar de interpretaciones de contra, precisiones en cuanto a su fecha, estudios sobre la genealogía de los condes, y diversas consideraciones del vocabulario que utiliza, no ha podido demostrarse fehacientemente que sea una falsificación ya que no se ha encontrado motivo alguno para tal hecho. Por lo cual, Brañosera ostenta el calificativo de PRIMER AYUNTAMIENTO DE ESPAÑA.
En Época Medieval, Brañosera, al igual que otros pueblos de la zona, estuvo ligada al Monasterio Premostratense de Santa María la Real de Aguilar de Campoo. Corroboran este hecho:
•Un documento dado por Alfonso VIII en 1181 en el que se confirma que la parroquia de San Miguel Arcángel de Brañosera dependía del Monasterio.
•La bula laterense del Papa Honorio III que nuevamente confirma esta dependencia.
•El diploma de Fernando III confirma todas las donaciones que hiciera Alfonso VIII al Monasterio, incluida la de Brañosera. Está fechado el 22 de octubre de 1231 en Valladolid.
•Una Orden de Alfonso X, fechada en 1255, dice que el alfoz de Brañosera depende de la jurisdicción de los Alcaldes y del Merino de Aguilar.
•Un documento, fechado en 1328, en el que se refleja la disputa que sobre el reparto de los diezmos de las iglesias de Brañosera, San Miguel y Santa Eulalia, tienen el Monasterio, los clérigos y el concejo brañoserense.
•El Libro Becerro de las Behetrías recoge como Bramisera "es las dos partes solariego de don Tello e la terçia parte abadengo de Agilar e del abat de Çervatos e del abat de Santa Cruz".
A partir del siglo XIX, con el descubrimiento del carbón, Brañosera cambia su forma de vida predominantemente ganadera, para alternarla con el trabajo en la mina que ofrecían las cuencas de Orbó y Santullán. Su población se multiplicó con la creación de la colonia.

## Minería
Situado junto a Orbó, el primer pueblo de la cuenca minera palentina donde se empezó a explotar el carbón, a mediados del siglo XIX, construyéndose algunas décadas después en sus inmediaciones la Colonia Obrera de las Minas de Orbó un ejemplo de los poblados obreros promovidos por la patronal (en este caso por el marqués de Comillas), que contaba con hospital, farmacia, economato, colegio privado y más tarde incluso cine.

## Parroquia
Iglesia parroquial católica en la unidad pastoral de Barruelo de Santullán en el arciprestazgo de Campoó-Santullán.
Tiene su propia iglesia, de Santa Bárbara, en muy mal estado.

## Arte
Vallejo como colonia creada en el siglo XIX carece de arquitectura románica. Sin embargo, al igual que sucede con sus raíces históricas, la pertenencia al Municipio de Brañosera mejora esta herencia cultural. Enclavadas en las pedanías son de destacar como muestras del románico del norte de Palencia:
•La parroquia de Brañosera
•El cementerio de Brañosera
•La parroquia de Salcedillo
•La parroquia de Valberzoso
En el vecino Municipio de Barruelo de Santullán, concretamente en las pedanías de Revilla de Santullán, Villanueva de la Torre y Cillamayor hay tres verdaderas joyas del románico.

## Fiestas
La fiesta principal es la del santo patrono local, Santo Domingo de Guzmán, que se celebra el 8 de agosto. Parece ser que en un principio, y debido a la falta de entidad histórica, esta fiesta parecía no tener ninguna trascendencia para el pueblo. Se celebraba el 4 de agosto con gran apoyo por parte de la empresa. Hoy, sin embargo, se sigue festejando Santo Domingo, coincidiendo además con la época de mayor afluencia de vecinos y visitantes que vuelven a Vallejo en época estival.
Santa Bárbara, cada 4 de diciembre, era la fiesta grande de la colonia, debidamente institucionalizada y aprobada por la Empresa. Se iniciaba con la celebración religiosa de la novena. La víspera, los toques de campanas y las bombas anunciaban la fiesta. El día 4, después de la misa mayor de diez, se salía en procesión con la Santa, la bandera de la parroquia, la del Sindicato de obreros católicos, la banda de cornetas y tambores, y el batallón uniformado de los boy-scouts. La procesión era acompañada por dulzaineros y bombazos que un minero dinamitero iba aumentando de potencia a medida que la procesión iba llegando a la plaza de la mina, donde se colocaba un altar. Allí se rezaba la Salve. Después de la procesión, la empresa convidaba a los empleados y a varios obreros. Por la tarde había un gran baile y por la noche la verbena se animaba con los forasteros.
Hoy, se continúa celebrando la festividad de Santa Bárbara. En la vecina localidad de Barruelo, aunque no es fiesta oficial, también se celebra con misa y procesión, ya que aún se mantiene una pequeña plantilla en las explotaciones del Pozo Peragido.
La fiesta oficial del Municipio de Brañosera, al que pertenece, es al día de San Roque, 16 de agosto.
El primer domingo de agosto se celebra el Día del Torreón, con la consabida subida a Valdecebollas (punto geodésico más alto de la zona, 2139 m) para degustar, después de la misa, vino y galletas.
También, el Municipio de Brañosera celebra su ya tradicional Día del Fuero de Brañosera, en honor a la Primera Carta Puebla de España.

## El cine
EL CINE OLVIDADO
El Cine, con capacidad para 400 personas, parece ser que fue el primero de la provincia. En Palencia existía el Teatro Principal, pero en él se representaban obras teatrales y sólo esporádicamente cine. Según Wifredo Román y Oscar Blanco el cine de Vallejo de Orbó fue el primero concebido para tal fin: la proyección de películas. El 30 de julio de 1912 el periódico El Eco de Barruelo le dedica estas líneas: "se nos dice que en las inmediatas minas de Vallejo se ha adquirido un piano-manubrio y un cinematógrafo con motivo de proporcionar distracción gratuita a los agentes de las mismas. Merece plácemes la empresa propietaria de las minas por el interés que se toma por sus obreros". Abría sus puertas los domingos por la mañana. Las películas eran mudas y previamente censuradas por el capellán. Hasta que no llegaba el administrador de la empresa, D. Luis Ortiz de Ainsa y su señora, la cinta no empezaba. Aún recuerdo cómo a veces nos pagaba a alguno la entrada y se sentaba entre nosotros, los niños, que no hacíamos más que mirar a ver si llegaba. En cuanto lo hacía, un silencio absoluto y los ojos fijos en la pantalla.
El cine mudo fue cerrado en 1940. En 1944 Gabino Salazar y Joaquín Duque solicitan su reapertura en un escrito dirigido al Gobernador civil: "(...) en el año 1910 fue construido por el Director D. Arturo Zoreda, como Director de la Carbonera Española de Minas de Orbó, un local destinado a cine cuya finalidad era crear un ambiente de hermandad entre los mineros de aquella zona y al mismo tiempo separarlos de las cantinas y evitar la salida a otros pueblos y de lo que fue un éxito.(...)". El 6 de junio de 1945 el gobernador civil les autorizó su reapertura. Lo llamaron Cine Ideal, y lo explotaban a cambio de una pequeña renta que debían entregar a la Empresa, propietaria del local. El Cine Ideal, a pesar de sufrir un incendio en la Nochebuena de 1945, siguió proyectando películas hasta las últimas semanas de 1966. Hoy es una edificio abandonado más, pero siempre lleno de recuerdos...
Referente a este tema existe un documental elaborado por la Universidad Europea Miguel Cervantes.
En la actualidad está en ruinas, tan solo se conserva malamente la fachada donde figura su nombre.